# Rancho Cucamonga
Rancho Cucamonga est une municipalité du comté de San Bernardino en Californie aux États-Unis. Elle comptait 127 743 habitants en 2000, on estime sa population 2006 à 161 000 habitants. Donald J. Kurth en a été élu maire le 7 novembre 2006.

## Viticulture
La ville et sa région sont l'un des pôles de production californien du zinfandel. Chaque année, Rancho Cucamonga organise une Grape Harvest Festival ou « Fête des vendanges ». La fête célèbre la plantation des premiers plants de vigne dans la Mission de San Gabriel Archangel, il y a plus de deux siècles.

## Démographie
| 1980   | 1990    | 2000    | 2010    | - | - |
| ------ | ------- | ------- | ------- | - | - |
| 55 250 | 101 409 | 127 743 | 165 269 | - | - |

## Source
- (en) Cet article est partiellement ou en totalité issu de l’article de Wikipédia en anglais intitulé « Rancho Cucamonga, California » (voir la liste des auteurs).